# Humpy Koneru
Humpy Koneru (sinh ngày 31 tháng 3 năm 1987 tại Vijayawada, Andhra Pradesh) là một Đại kiện tướng cờ vua người Ấn Độ. Trong tháng 10 năm 2007, Koneru đã trở thành kỳ thủ nữ thứ hai sau Judit Polgár có hệ số ELO vượt 2600, với mức 2606.
Trong năm 2002, Koneru trở thành người phụ nữ trẻ nhất tới nay đã đạt danh hiệu Đại kiện tướng (không chỉ đạt Nữ đại kiện tướng) lúc 15 tuổi 1 tháng, 27 ngày, đánh bại kỷ lục của Judit Polgár ba tháng., kỷ lục này sau đó đã bị Hầu Dật Phàm phá vỡ trong năm 2008.

## Sự nghiệp
Koneru giành ba huy chương vàng ở Giải vô địch cờ vua trẻ thế giới năm 1997 (độ tuổi U10 nữ), năm 1998 (U12 nữ) và 2000 (U14 nữ). Năm 1999, Koneru giành giải U12 nam, – mở rộng – khu vực châu Á tại Ahmedabad. Năm 2001 Koneru vô địch Giải vô địch cờ vua thanh niên thế giới. Trong giải này năm sau Koneru đồng giải nhất với Zhao Xue, nhưng về nhì do tiebreak. Koneru cạnh tranh trong giải nam trong Giảo vô địch cờ vua thanh niên năm 2004, nhưng chức vô địch đã thuộc về Pentala Harikrishna, cô kết thúc ở vị trí thứ năm, với số điểm 8.5/13.
Koneru thắng Giải vô địch nữ toàn Anh năm 2000 và năm 2002. Năm 2003, cô vô địch Giải vô địch cờ vua châu Á cho nữ và Giải cờ vua nữ Ấn Độ, cả hai giải này đều tổ chức ở Ấn Độ. Năm 2005 cô vô địch giải North Urals Cup, một giải đấu vòng tròn tổ chức tại Krasnoturyinsk, Nga với mười kỳ thủ nữ mạnh nhất thế giới tại thời điểm đó.
Cô tham gia Giải vô địch thế giới cờ vua nữ năm 2006: sau khi đánh bại Tuduetso Sabure từ Botswana, Koneru đã bị Marie Sebag loại ở vòng hai. Trong Giải vô địch cờ vua nữ năm 2008, cô đã vào đến bán kết, nhưng đã bị Hầu Dật Phàm đánh bại. Trong năm 2009, cô đồng giải 1–4 với Alexander Areshchenko, Magesh Panchanathan và Evgenij Miroshnichenko tại giải Mumbai Mayor Cup.
Trong năm 2009, Koneru cáo buộc Liên đoàn cờ vua toàn Ấn Độ cản trở cô tham gia Olympiad Cờ vua lần thứ 37 tại Turin. Cha của cô, ông Koneru Ashok, huấn luyện viên của cô không được phép để đi cùng cô ấy tới giải đấu. Những tranh cãi tương tự tiếp tục diễn ra. Năm sau đó, AICF cũng bị lôi kéo vào một cuộc tranh cãi với Geetha Narayanan Gopal
Koneru tham gia vào Giải Grand Prix cho nữ của FIDE năm 2009 đến năm 2011 và kết thúc với vị trí thứ hai, trở thành nhà thách đấu cho Giái vô địch nữ thế giới  năm 2011. Hầu Dật Phàm thắng trận đấu giành ngôi vô địch, thắng ba ván và hòa năm ván.
Koneru giành giải nhì của Grand Prix dành cho nữ năm 2013-2014, thua Hầu Dật Phàm trong giai đoạn cuối cùng.
Cô tham gia Giải vô địch thế giới dành cho nữ năm 2015 với tư cách hạt giống số 1 nhưng đã bị loại ở vòng bán kết bởi Mariya Muzychuk, người trở thành nhà vô địch ở giải đấu này.
Koneru đoạt huy chương đồng cá nhân tại Giải vô địch đồng đội nữ toàn thế giới năm 2015 tổ chức tại Thành Đô, Trung Quốc. Mặc dù Dronavalli Harika giành huy chương bạc và Humpy giành huy chương đồng cá nhân, Ấn Độ chỉ giành vị trí thứ tư trong giải đấu –  với một điểm ít hơn đội Trung Quốc giành huy chương đồng.

## Đời tư
Koneru có biệt danh "Hampi" do cha mẹ (Koneru Ashok và Latha Ashok) đặt cho, với nguồn gốc từ chữ "nhà vô địch". Cha cô, sau đó đổi chính tả thành tên Humpy, mô phỏng giống một tên người Nga.
Vào tháng 8 năm 2014 Humpy kết hôn với Dasari Anvesh. Hiện cô đang làm việc với ONGC Ltd.